# Anthony Blunt
Anthony Frederick Blunt, angleški umetnostni zgodovinar in vohun, * 26. september 1907, Bournemouth, † 26. marec 1983, London, Združeno kraljestvo.
Po diplomi iz jezikoslovja na Kolidžu Trinity v Cambridgeu je pričel s študijem umetnostne zgodovine, v sklopu katerega je mnogo potoval po Evropi. Med študijem se je pridružil skrivnemu društvu študentov in profesorjev na Univerzi v Cambridgeu pod vodstvom Guya Burgessa, ki je promoviralo marksizem. Po obisku Sovjetske zveze leta 1933 ga je rekrutirala sovjetska tajna služba NKVD, za katero je pričel na univerzi iskati potencialne vohune.
Ob začetku druge svetovne vojne se je pridružil obveščevalnemu korpusu britanske vojske, leta 1940 pa je stopil v službo pri agenciji MI5. V tej vlogi je Sovjetski zvezi izdajal prestrežena nemška sporočila, šifrirana z napravo Enigma, ki so jih dešifrirali britanski obveščevalci. Tekom vojne je napredoval do čina majorja.
Ko sta Burgess in Maclean po njegovem svarilu leta 1951 prebegnila v Sovjetsko zvezo, so oblasti pričele sumiti, da je tudi Blunt vohun. Bil je večkrat zaslišan, a mu je uspelo ohraniti skrivnost vse do leta 1964, ko je Michael Straight priznal agentu MI5, da ga je Blunt poskušal pritegniti za vohunjenje. Ob tem obremenilnem dejstvu je tudi Blunt naposled priznal svojo dejavnost in povedal še za več drugih vohunov, ki jih je rekrutiral. V zameno za priznanje je vlada prikrila njegovo vohunjenje kot »uradno skrivnost« in mu podelila imuniteto pred kazenskim pregonom. Šele leta 1979 je bila skrivnost javno razkrita v knjigi Andrewa Boylea. Istega leta ga je javno izpostavila tudi Margaret Thatcher, kraljica Elizabeta II. mu je odvzela viteški naziv in izgubil je častno članstvo v Kolidžu Trinity.
Po tistem je odšel iz države (živel naj bi nekje v Južni Evropi), a se je kmalu vrnil v London kljub negativni nastrojenosti ljudi proti njemu. V svoji avtobiografiji je priznal, da je večkrat pomislil na samomor; neuspešno se je poskušal ubiti tudi njegov partner. Umrl je za srčnim napadom na svojem domu v Londonu, star 75 let.

## Kariera umetnostnega zgodovinarja
Javnosti je bil do razkritja vohunske dejavnosti znan predvsem kot ugleden umetnostni zgodovinar. Takoj po vojni je dobil delo nadzornika kraljevih (kasneje kraljičinih) slik, največje zasebne zbirke slik na svetu, in na tem položaju deloval 27 let. Za svoje delo je leta 1956 prejel viteški naziv. Leta 1947 je postal tudi profesor umetnostne zgodovine na Univerzi v Londonu in direktor Courtauldovega inštituta, ene vodilnih inštitucij za umetnostno zgodovino na svetu.
Objavil je vrsto esejev in knjig, s poudarkom na italijanski in francoski umetnosti. Posebej se je poglobil v delo francoskega slikarja Nicolasa Poussina. Priznan je kot človek, ki je utemeljil umetnostno zgodovino kot znanost v Združenem kraljestvu, izšolal novo generacijo umetnostnih zgodovinarjev in povzdignil Courtauldov inštitut v ustanovo svetovnega slovesa.